# Ceratostylis indifferens
Ceratostylis indifferens är en orkidéart som beskrevs av Johannes Jacobus Smith. Ceratostylis indifferens ingår i släktet Ceratostylis och familjen orkidéer. Inga underarter finns listade i Catalogue of Life.